# Chełm (Bochnia)
Pour les articles homonymes, voir Chełm (homonymie).
Chełm est une localité polonaise de la gmina et du powiat de Bochnia en voïvodie de Petite-Pologne.